# Лак, Эндрю
Э́ндрю О́стин Лак (англ. Andrew Austen Luck, род. 12 сентября 1989 года, Вашингтон) — игрок в американский футбол, выступавший на позиции квотербека в клубе Национальной футбольной лиги «Индианаполис Колтс».

## Биография
До прихода в НФЛ он выступал за футбольную команду Стэнфордского университета, в составе которого стал лучшим игроком года, получив награду Максвелла и Уолтера Кэмпа, а также включался в состав всеамериканской сборной. В 2010 и 2011 годах занимал второе место в голосовании на Трофей Хайсмана. В этих же годах Лак становился лучшим игроком нападения конференции Pac-12 (Pac-10). Перед драфтом НФЛ аналитик CBS Sports Роб Рэнг назвал Лака самым перспективным игроком, какого он когда-либо видел, а газета Kansas City Star поставила его в один ряд с такими игроками, как Леброн Джеймс и Брайс Харпер.
Несмотря на то, что ему предсказывали первый выбор на драфте НФЛ 2011 года, он решил остаться ещё на один год в Стэнфорде, а уже на следующий год, на драфте НФЛ 2012 года, он был выбран под первым номером.
В своих первых трёх сезонах в «Колтс» он трижды помог своей команде выйти в плей-офф и завоевать два титул чемпиона дивизиона в 2013 году и 2014 годах.